# Lorenzo Borsini
Lorenzo o Luigi Borsini o Borzini (Siena, 1740 o 1748 o 1750 – Siena, 7 giugno 1786) è stato un compositore italiano.

## Biografia
Pochissime sono le fonti biografiche che possediamo su Borsini. Nel 1822, Carlo Gervasoni lo chiama Lorenzo Borzini e lo descrive un mirabile conoscitore dell'armonia (allievo di Paolo Salulini, a cui succedette come maestro di cappella del duomo di Siena nel 1780, e maestro di Deifebo Romagnoli), rammaricandosi del suo suicidio nel 1786. Rinaldo Morrocchi, nel 1886, lo chiama Luigi Borsini, e lo tratteggia come un malato mentale, morto suicida dopo essere sopravvissuto a un precedente tentativo di darsi morte pochi anni prima, si dice per «questioni avute coi suoi sottoposti». Morrocchi lo dice cantante (nel 1757 interprete a Siena in un Demofoonte) e conferma la sua carica di maestro di cappella del Duomo dal 1780 come successore di Salulini. Inoltre, informa sulla sua musica sacra, che viene detta estrosa e profonda (soprattutto l'ultima messa e un Magnificat). A nome Lorenzo (più raramente Luigi) Borsini sopravvivono oggi alcune composizioni sacre conservate a Siena, all'Opera Metropolitana e nei fondi Provenzano e Pieri della Biblioteca degli Intronati. Nel 1991, Antonio Mazzeo ha curato un'edizione moderna della messa e del Magnificat citate da Morrocchi.